# NGC 6584
NGC 6584 هي مجرة تتبع كوكبة المرقب. اكتشفها جيمس دنلوب في 5 يونيو 1826.

## روابط خارجية
- NGC 6584 على موقع ويكي سكاي: DSS2, SDSS, GALEX, IRAS, Hydrogen α, X-Ray, Astrophoto, Sky Map, Articles and images